# Mercy Brown

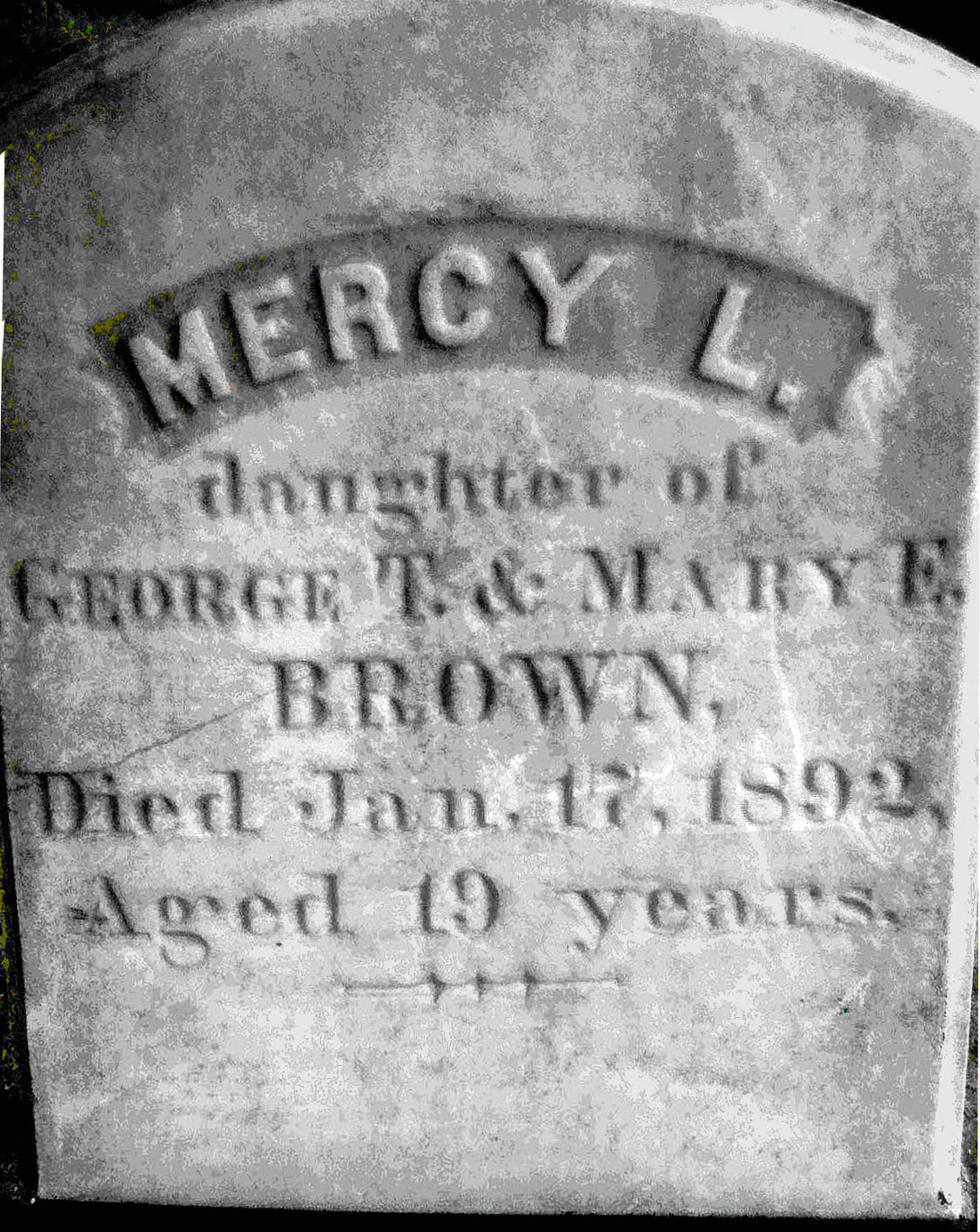
Grabstein von Mercy Brown

Mercy Lena Brown (* 1872 in Exeter, Rhode Island; † 17. Januar 1892 ebenda) war die letzte Person, die als mutmaßliche Vampirin in Neuengland exhumiert wurde. Der Vorfall war Teil der weit verbreiteten Vampirpanik von Neuengland.

## Leben
Mercy Brown war die Tochter der Eheleute George Thomas Brown und Mary Elizabeth, geborene Arnold. Sie wuchs mit ihren fünf Schwestern und ihrem Bruder auf der am östlichen Rand der Stadt gelegenen elterlichen Farm im Washington County in Rhode Island in den Vereinigten Staaten auf. Mercy Browns Heimatort war wie die meisten Landstriche im ländlichen Neuengland eine Subsistenzlandwirtschaftsgemeinde und dünn besiedelt. Die als „Schwindsucht“ bezeichnete gefürchtete Infektionskrankheit Tuberkulose hatte sich ab den 1730er Jahren in Neuengland verbreitet und war im 19. Jahrhundert die häufigste Todesursache und für fast ein Viertel aller Todesfälle verantwortlich. Die Bevölkerungszahl Exeters lag 1890 bei nur noch etwa 960.
Die von ihrer Familie „Lena“ genannte Mercy Brown verlor im Alter von elf Jahren ihre Mutter, die 1882 an Tuberkulose erkrankt war und am 8. Dezember 1883 starb. Im Frühjahr 1884 wurde ihre älteste, zwanzigjährige Schwester Mary Olive krank und starb am 6. Juni 1884 ebenfalls an der Schwindsucht. Mercy Brown selbst arbeitete auf der Farm mit und erlangte für eine Heranwachsende beachtliche Fähigkeiten im Quilten. Von ihr ist eine Quiltdecke aus Blumen-, Karo- und Paisleymustern erhalten geblieben, die Textilwissenschaftler der University of Rhode Island auf die 1870er und 1880er Jahre datierten. Im Jahr 1889 bekam ihr einziger Bruder Edwin A. Brown Tuberkulose. Er verließ die Familie und lebte in den folgenden Jahren in Colorado Springs in der Hoffnung, dass das dortige Klima das Fortschreiten der Krankheit verhinderte.

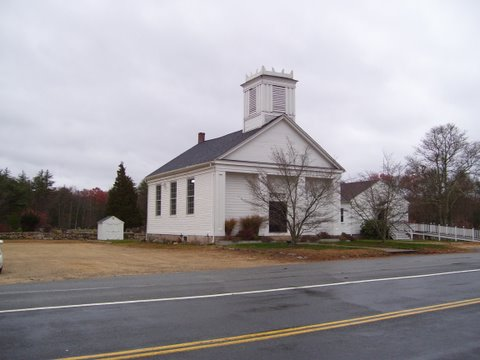
Baptist Church und Friedhof in Exeter

Mercy Brown erkrankte erst drei Jahre nach dem Weggang ihres Bruders. Sie wurde zwar in der letzten Krankheitsphase ärztlich behandelt, jedoch teilte der für Exeter und das benachbarte North Kingstown zuständige Arzt Harold Metcalf ihrem Vater mit, „dass weitere medizinische Hilfe nutzlos sei“. Sie starb nicht nach längerem Siechtum, sondern an der sogenannten „galoppierenden Schwindsucht“ nach kurzem Krankheitsverlauf am 17. Januar 1892. Ihr Nachruf vom Januar 1892 lautete nur knapp: „Miss Lena Brown, die an Schwindsucht litt, starb am Sonntagmorgen.“ Sie wurde ebenso wie ihre Verwandten auf dem Chestnut Hill Cemetery der Baptist Church (auch Chestnut Hill Baptist Church) in Exeter beigesetzt.

## Folgeereignisse
Nachdem Mercy Browns Bruder Edwin, dessen Zustand sich bereits in Colorado wieder verschlechtert hatte, zur Beerdigung nach Exeter zurückgekehrt war, verschlimmerten sich seine Krankheitssymptome weiter. Durch seine Fieberträume, in denen er sich von seiner toten Schwester verfolgt fühlte, begannen Gerüchte in der Stadt zu wachsen. Die Nachbarn, auch besorgt um die eigene Gesundheit, baten Mercy Browns Vater George um die Exhumierung der Frauen, um Edwin von „dem bösen Geist zu befreien“. Dieser Aberglaube beruhte auf der Annahme, an Tuberkulose Gestorbene lebten als Untote weiter und machten ihre Angehörigen krank. Vom 18. bis zum 19. Jahrhundert führte dies zum später als Vampirpanik von Neuengland (englisch: New England Vampire panic) bezeichneten im ländlichen Neuengland verbreiteten Phänomen, wenngleich die betroffenen Gemeinden die Bezeichnung „Vampir“ nicht nutzten.
Obwohl George Brown selbst nicht dem Aberglauben anhing, gab er zur Beruhigung der Nachbarn seine Zustimmung und bat den Arzt Harold Metcalf, eine Obduktion durchzuführen. Dazu wurden sowohl Mercy Brown als auch ihre Mutter und älteste Schwester am Morgen des 17. März 1892 in Anwesenheit eines Korrespondenten des Providence Journals exhumiert und von dem Arzt untersucht. Aufgrund der längeren Liegezeit waren von der Schwester und Mutter fast nur Knochen übrig, während Mercy Browns Körper relativ gut erhalten war. Der Arzt stellte an ihrer Lunge Anzeichen der Tuberkuloseerkrankung fest. Er entnahm Mercy Browns Leber und Herz, in dem noch etwas Blut gefunden wurde. Die Organe wurden von den Anwesenden verbrannt und die Asche Edwin als Stärkungsmittel verabreicht. Anschließend wurden die Leichen wieder beigesetzt. Das Providence Journal berichtete am 19. März 1892 von dem furchtbaren Aberglauben in Exeter, der zum Ausgraben der Leichen geführt hatte, um festzustellen, ob eine der drei Brown-Frauen doch nicht tot war, sondern sich heimlich „an Edwins lebendem Gewebe und Blut gütlich tat“.
Edwin Brown starb am 2. Mai 1892 und wurde neben seinen Schwestern begraben. Noch drei weitere Schwestern Mercy Browns starben: Annie Laura am 9. August 1895 im Alter von 25 Jahren, Jennie Adeline am 2. Oktober 1895 mit 18 Jahren und Myra Frances am 25. Juni 1899 ebenfalls im Alter von 18 Jahren. Nur ihr Vater († 1922) und die Schwester Hattie May (1875–1954) überlebten. Mercy Browns Angehörige bewahrten Zeitungsausschnitte aus der Lokalzeitung in Familienalben auf und gaben die Ereignisse als Familiengeschichte weiter. Mercy Browns Grab wird von in Exeter lebenden Verwandten gepflegt.

## Berichterstattung und Belletristik
Anders als andere Exhumierungen zu dieser Zeit machte die von Mercy Brown Schlagzeilen. Nach der Meldung im Providence Journal reiste der bekannte Anthropologe George Stetson nach Rhode Island, um „den barbarischen Aberglauben“ in der Umgebung zu untersuchen, und veröffentlichte seinen Bericht in der renommierten Fachzeitschrift American Anthropologist. Danach fand eine weltweite Verbreitung und Berichterstattung statt, unter anderem in der London Post, dem Boston Daily Globe und 1896 in der New York World. Die Ereignisse um Mercy Browns Tod zählen zu den am besten dokumentierten Fällen innerhalb der New England Vampire panic und Mercy Brown gilt als die zuletzt gestorbene Person, die aufgrund dieses Aberglaubens exhumiert wurde.
Es wird gemutmaßt, dass Zeitungsberichte die Figur von „Lucy“ in Bram Stokers 1897 veröffentlichtem Roman Dracula inspiriert haben könnten, einem „schwindsüchtig wirkenden Teenager“, der zum Vampir wird und in einer Szene des Romans von einem Arzt überwacht exhumiert wird. Caitlín R. Kiernans Kurzgeschichte So Runs the World Away aus dem Jahr 2001 nimmt auf den Vorfall Bezug.